# Kakuk Imre
Kakuk Imre (Jánd, 1756-? 1808) - fatoronyépítő, magyar ácsmester.

## Élete
1756-ban született a Bereg megyei Jándon.
Kitanulva az ácsmesterséget, alig 26 évesen, 1781-ben készült el első ismert műve a ma is álló lónyai fatorony, mely sudár, égre törő, hegyes sisakjával, négy sarkán elhelyezett fiatornyaival igazi remekmű; a Felső-Tisza-vidék fatornyai között az egyik legszebb.
A toronyba bevésett írás még segítsége legénye nevét is feltüntette:
Kakuk Imre áts mester tsinálta Bán Péter leginyével
E remekmű elkészülte után 1782-ben Vitka következett, ahol egy 12 öles (úgy 23 méter magas) harangtornyot épített, amely a fennmaradt fénykép szerint szinte megegyezik a Lónyán épülttel, de mára már nincs meg.
Ugyancsak a lónyaihoz hasonlót épült Szamoskéren is, amelyről ugyancsak ábrázolás maradt fenn, de írásos adatok hiányában építtetőjének kilétét eddig nem sikerült egyértelműen bizonyítani.
1790-ben Matolcson építette a torony sisakját.
1791-ben aztán szülőfaluja, Jánd is rábízta a fatorony építését azzal a kikötéssel, hogy Kancza József útmutatását követve készítse el a 35 méter magas építményt, amely csapatmunkával, nyolc hónap alatt április közepétől december közepéig készült. Az építmény impozáns méretein kívül főképp zárt kerengőjével tér el az eddig ismertektől, de sajnos mára már ez sem látható, csak Myskovszky Viktor metszetén maradt fenn: tornya magasan, sudáran tör az ég felé, mellette szinte eltörpülve áll a középkori templom.
1798-ban Hetén dolgozott, tolta odébb a fatornyot. Fehérgyarmat, majd a tőszomszédságában álló Nábrád templomának fiatornyos sisakja, valamint a kárpátaljai Csetfalván álló, 1796-ban épült fatorony építését is kétségtelenül Kakuk Imrének tulajdonítják.
A jándi mester sajátos egyéni jelölése, mely alapján neki tulajdoníthatók a felsorolt fatornyok: az egyes összeillő darabokat égtájak szerint három esetben nagy kezdőbetűvel: K-D-N jegyezte, észak felé azonban kis "e"-vel.
Másik jelentéktelennek tűnő sajátosság még: a faszög fejének a kiképzése; mely szerint Kakuk Imre brigádjára jellemzően az említett építményeknél a négyzetes fejű faszögeknek a sarkait szedi le, ellentétben más mesterekkel, akik az ütésektől szétzúzódott szögfejet levágták, vagy a négyzetesen kiképzett faszög éleit szedték le.
Kakuk Imre 1808-ban hunyt el, alig 42 évesen. Bő két évtizedes működését négy ma is álló remekmű hirdeti, melyek a középkor építőgyakorlatában gyökerezve mentették át azt a nemes építőhagyományt, melynek ma már csak elvétve lehetünk tanúi.

## Galéria

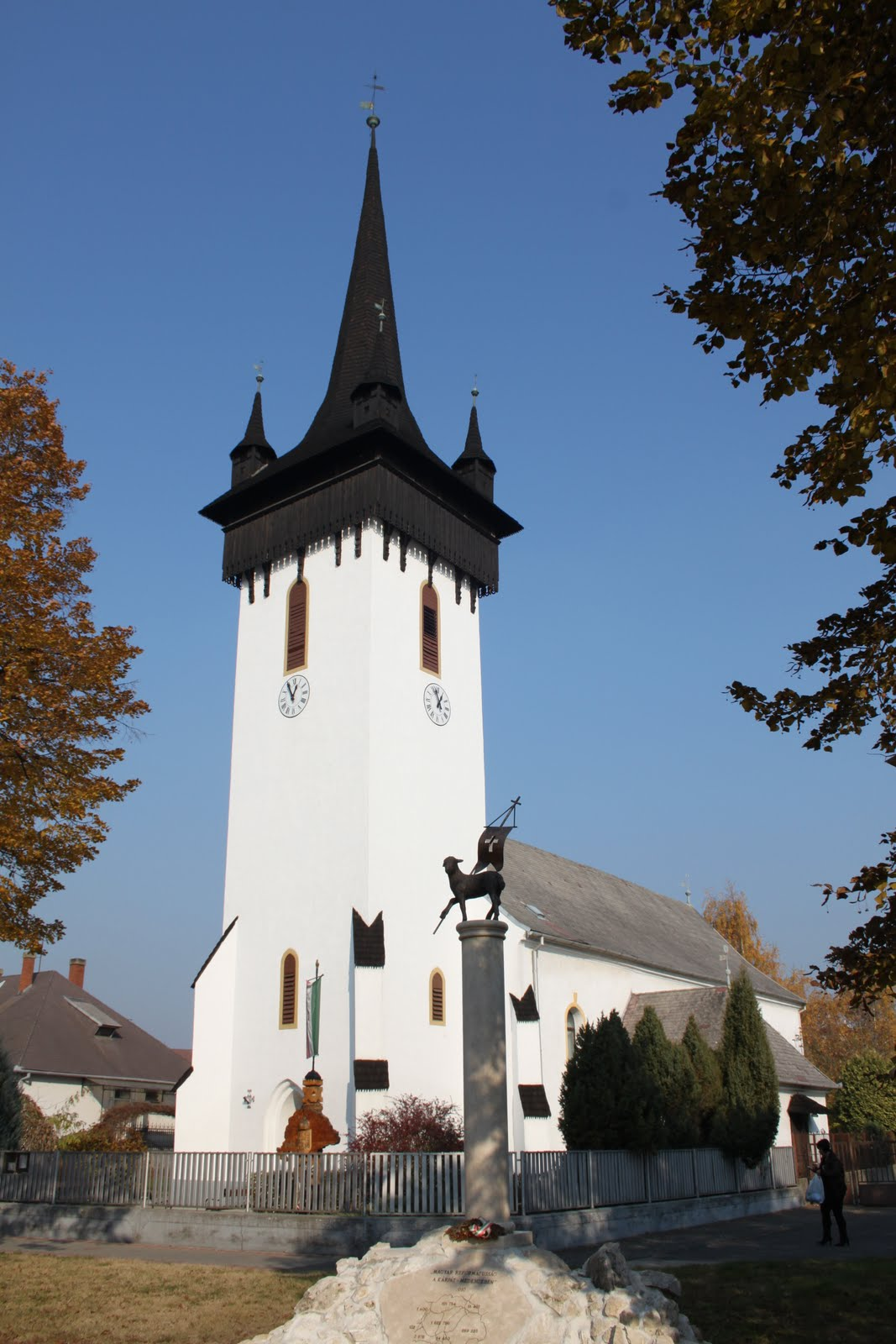
A fehérgyarmati református templom
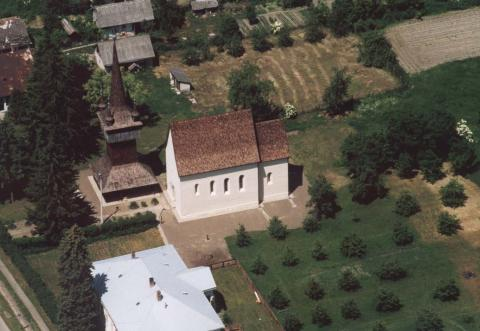
Lónya fa harangtornya légifotón
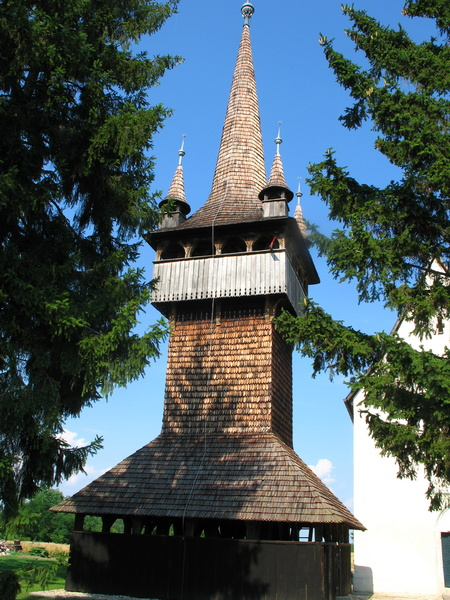
A lónyai harangtorony
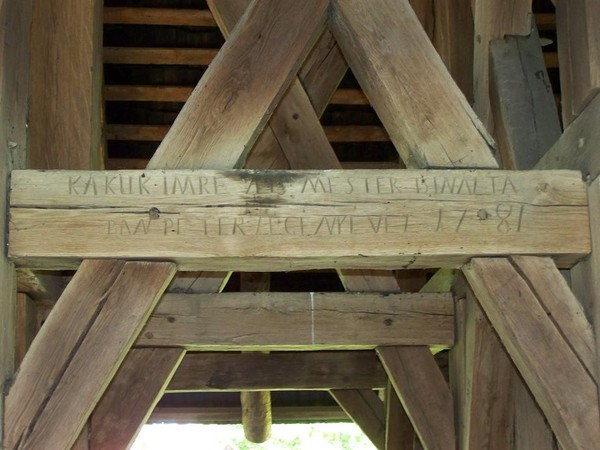
A mester felirata, 1781